# Maria Dolgoroukaïa
 (février 2016).
Si vous disposez d'ouvrages ou d'articles de référence ou si vous connaissez des sites web de qualité traitant du thème abordé ici, merci de compléter l'article en donnant les références utiles à sa vérifiabilité et en les liant à la section « Notes et références ».
 (février 2016).
Améliorez-le ou discutez des points à vérifier. 
Maria Dolgoroukaïa, morte en 1580, était tsarine du tsarat de Russie et la septième femme d'Ivan le Terrible.
Elle est connue pour être la descendante de Iouri Dolgorouki, Grand Prince de Kiev, Rostov et Suzdal. Ivan s'est probablement marié avec elle à cause de cette ascendance royale. Il descendait lui aussi de Iouri Dolgorouki par son fils, Vsevolod III Vladimirski. Ivan la fait finalement noyer car il la soupçonnait de n'être plus vierge lors de ses noces.